# Leonie Stein
Leonie Stein (* 6. August 1948 in Bern, Schweiz) ist eine Dozentin für Theater, Tanz und Performance, Mentorin und Regisseurin. Stein war bis 2007 die Leiterin des Fachbereichs Theater und von 2007 bis 2013 in der Leitung des Y Instituts (für Transdisziplinarität) an der Hochschule der Künste Bern tätig.

## Leben
Leonie Stein studierte nach ihrer Grundausbildung bei Beatrice Tschumi in Bern und ab 1964 Klassischen Tanz in London an der Royal Ballet School und schloss 1967 mit dem Diplom ab.

## Karriere
Nach der Ausbildung folgten Engagements an verschiedenen Opernhäusern in Italien (Catania, Triest, Palermo, Arena di Verona, Florenz) und Deutschland (Staatstheater Kassel). Seit 1984 realisierte sie eigene Choreografien und Inszenierungen.
Ab 1977 wurde sie Dozentin für Akrobatik und Tanz an der Schauspielschule und späteren Hochschule für Theater des Konservatoriums für Musik und Theater Bern, ab als 1989 stellvertretende Leiterin. Sie übernahm 1996 als Nachfolgerin von Paul Roland, dem Gründer der Schauspielschule, die Leitung der Hochschule für Theater, die im Jahr 2000 als Fachbereich Theater in die neu gegründete Hochschule der Künste Bern (HKB) integriert wurde. Im Jahr 2005 schuf sie auf Grund der Umstrukturierung im Bologna-Prozess die Position einer Studiengangsleitung, die Mathias Spohr übernahm. Als Leiterin des Fachbereichs Theater entwickelte sie das Profil für die Bachelor- und Master-Studiengänge.
Während ihrer Leitungstätigkeit war sie unter anderem Präsidentin der „Konferenz Theaterhochschulen Schweiz“ (KTHS) und Vorstandsmitglied des Zentrums Schweiz des International Theatre Institute ITI sowie der „Ständigen Konferenz Schauspielhochschulen“ (SKS). Die Belange der Theater- und Tanzschaffenden vertrat sie zudem in verschiedenen Kulturkommissionen und Stiftungen.
2007 wechselte sie in die Leitung des Y Instituts (für Transdisziplinarität) der HKB und war für die Weiterentwicklung der transdisziplinären Lehrangebote verantwortlich. Ihre Lehrtätigkeit fand im Rahmen der Y-Lehre und in Form von Mentoraten für Y-Studierende statt.
Seit ihrem Abgang von der HKB 2013 arbeitet sie freischaffend als Dozentin, Mentorin und Regisseurin. Seit 2014 ist sie u. a. als Künstlerische Mitarbeiterin und Dramaturgin beim TanzTheater Andre Koslowski (TTAK) in State College, Pennsylvania, tätig, seit 2018 produziert TTAK in Telluride (Colorado), USA.